# Blakstad (Froland)
Blakstad este o localitate din comuna Froland, provincia Aust-Agder, Norvegia, cu o suprafață de 2,34 km² și o populație de 2.603 locuitori (2013).